# Jarosław Darnikowski
Jarosław Darnikowski, né le 3 juillet 1971, en Pologne, est un ancien joueur de basket-ball polonais. Il évolue au poste d'ailier.